# B2 Impact S.A.
B2 Impact S.A. (wcześniej Ultimo S.A.) – polska spółka akcyjna zajmująca się windykacją długów i dochodzeniem należności. Założona została 19 września 2002[1] we Wrocławiu. Założona została 19 września 2002 we Wrocławiu. Od roku 2014 wchodzi w skład międzynarodowej grupy B2 Impact (wcześniej B2Holding). Zajmuje się zarządzaniem wierzytelnościami w Polsce. Jest jednym z liderów polskiego rynku konsumenckich wierzytelności masowych, specjalizujący się w zakupach wierzytelności z sektora finansowego i ich windykacją.

## Historia
W 2002 roku powstała firma pod nazwą Krajowe Centrum Wierzytelności Ultimo jako spółka z ograniczoną odpowiedzialnością, której zadaniem była windykacja wierzytelności. Wówczas w Polsce rynek ten dopiero się tworzył, działalność spółki sprowadzała się zatem głównie do doradztwa bankom i innym instytucjom finansowym.
Ultimo szybko stało się ważnym podmiotem na polskim rynku wierzytelności, a w 2005 roku zostało członkiem Konferencji Przedsiębiorstw Finansowych w Polsce i współautorem Zasad Dobrych Praktyk – kodeksu etycznego branży windykacyjnej. Spółka od początku istnienia stawiała duży nacisk na etykę windykacji i przestrzeganie wysokich standardów obsługi partnerów biznesowych oraz zadłużonych osób. W 2006 roku większościowym udziałowcem w spółce Ultimo stał się Advent International – jeden z największych międzynarodowych funduszy private equity. Za swoją działalność spółka otrzymała tytuły Solidnej Firmy 2006 i Firmy Primus Inter Pares (2007). To ostatnie wyróżnienie jest przyznawane instytucjom cieszącym się szczególnym uznaniem na rynku, inwestującym w kapitał ludzki, nowe technologie oraz spełniającym wysokie europejskie standardy. Od 2005 roku spółka otrzymuje regularnie certyfikat audytu etycznego Konferencji Przedsiębiorstw Finansowych.
W 2010 roku firma Ultimo otrzymała licencję Komisji Nadzoru Finansowego na zarządzanie wierzytelnościami sekurytyzowanymi. W tym samym roku została uhonorowana Srebrnym Certyfikatem Programu „Biała Lista”.
W 2011 roku Ultimo otrzymało statuetkę Skrzydła KRD za działania na rzecz propagowania etyki, rzetelności i bezpieczeństwa w obrocie gospodarczym. To nagroda, która jest przyznawana przedsiębiorstwom, dziennikarzom, instytucjom, jednostkom samorządowym i naukowcom promującym w sposób szczególny zasady rzetelności w swojej działalności. Kolejnym wyróżnieniem był tytuł i godło „Inwestora w kapitał ludzki”, które sprawiło, że Ultimo dołączyło do grona najbardziej pożądanych pracodawców w Polsce.
W 2013 roku spółka umocniła się na pozycji lidera na polskim rynku wierzytelności, zawierając największą w dotychczasowej historii Polski transakcję w obszarze przeterminowanych kredytów konsumenckich. W tym samym roku otrzymało tytuł Odpowiedzialnego Pracodawcy 2013, przyznawany przez Dziennik Gazetę Prawną i Złoty Certyfikat wiarygodności Wrocławskiej Izby Gospodarczej. W sierpniu 2014 roku jej właścicielem stała się norweska grupa finansowa B2Holding, która działała wcześniej głównie na rynkach skandynawskich i bałtyckich. W ten sposób polska spółka stała się częścią holdingu finansowego, co pozwoliło na jej dalszy szybki rozwój.
W 2016 roku spółka otrzymała nagrodę Laur CESSIO Inwestorów 2016 Konferencji Przedsiębiorstw Finansowych oraz firmy doradczej KPMG, a dwa lata później została odznaczona Srebrnym Laurem Konsumenta. W 2018 roku spółka przeniosła swoją główną siedzibę do biurowca Green2Day we Wrocławiu. Zatrudnia około 600 pracowników.
Kolejne lata również przyniosły spółce wiele nagród. W 2019 roku CSR Team Ultimo S.A. otrzymał Dolnośląskiego Gryfa – Nagrodę Gospodarczą za działania proekologiczne i prospołeczne. W 2021 roku Aneta Borycka, Prezes Zarządu Ultimo S.A., otrzymała nagrodę TOP50 Managers of Loan Market in Poland podczas corocznej Gali Loan Magazine Awards w kategorii “zarządzanie wierzytelnościami", a w lipcu 2022 roku została wybrana przewodniczącą Rady Związku Przedsiębiorstw Finansowych w Polsce. 
Spółka może się też poszczycić Laurem CESSIO Inwestorów oraz 1. w 2022 i 2024 roku i 2. w 2023 roku miejscem w kategorii Laur CESSIO INWESTORÓW podczas Kongresu Zarządzania Wierzytelnościami. Została wyróżniona Certyfikatem Etycznym od Związku Przedsiębiorstw Finansowych w Polsce oraz certyfikatem Friendly Workplace ® przyznanym przez ekspertów portalu Marka Pracodawcy.
W grudniu 2024 roku został przeprowadzony rebranding marki, podczas którego zmieniono nazwę z Ultimo S.A. na B2 Impact S.A. oraz uspójniono system identyfikacji wizualnej w ramach spółek należących do grupy B2 Impact. Zmiana nazwy to również zapowiedź dalszego rozwoju jakości usług w oparciu o wymianę doświadczeń w ramach jednej, europejskiej grupy firm zarządzających wierzytelnościami. 

## Działalność
B2 Impact S.A. należy do liderów rynku zarządzania wierzytelnościami w Polsce. Od początku swojej działalności spółka przyjęła strategię budowania pozytywnych relacji z klientami, zapewniając im profesjonalną pomoc w rozwiązaniu problemu z zadłużeniem przez: telefon, portal klienta B2 Impact Online oraz czat.
B2 Impact S.A. koncentruje się na kilku obszarach rynku wierzytelności. Pierwszy z nich to zakup portfeli wierzytelności (największą transakcję tego typu przeprowadzono w 2013 roku), co stanowi fundament procesu zarządzania roszczeniami. Zakup dotyczy przede wszystkim portfela wierzytelności konsumenckich z tytułu kredytów bankowych, pożyczek pozabankowych, usług telekomunikacyjnych i innych usług.
Spółka prowadzi obsługę wierzytelności przede wszystkim na etapie polubownym, ale również na etapie przedsądowym – przez kompleksowe działania, których celem jest doprowadzenie do uregulowania zaległości płatniczych osób zadłużonych. Na etapie sądowym i egzekucyjnym działania wspiera Kancelaria Prawna K. Buczek i Wspólnicy – spółka komandytowa należąca do B2 Impact S.A..

## Grupa kapitałowa
B2 Impact S.A. jest częścią międzynarodowej Grupy B2 Impact (wcześniej B2Holding), która działa w 20 krajach, między innymi, w Skandynawii i krajach bałtyckich, a od 8 czerwca 2016 roku jest notowana na Giełdzie Papierów Wartościowych w Oslo. W skład B2 Impact S.A. wchodzą:
- B2 Impact Spółka Akcyjna (zarządzanie wierzytelnościami)
- Kancelaria Prawna K. Buczek i Wspólnicy sp. k. (prawna obsługa spraw, którymi zajmuje się B2 Impact S.A.)[17].